# 34125 Biancospino
34125 Biancospino è un asteroide della fascia principale. Scoperto nel 2000, presenta un'orbita caratterizzata da un semiasse maggiore pari a 3,1653948 au e da un'eccentricità di 0,1710445, inclinata di 1,71964° rispetto all'eclittica.